# 수도권철도차량정비단
수도권철도차량정비단(首都圈鐵道車輛整備團)은 경기도 고양시 덕양구 행주내동에 있는 KTX 전용 차량기지 및 정비단으로, 모든 KTX 열차의 경·중정비를 담당한다. 철도거리표 상에는 고양기지로 표기되어 있으며, 줄여서 "수도단"으로 부른다.
2016년 8월 28일 KBS의 다큐멘터리 3일 프로그램 "열차, 다시 태어니다. - 수도권철도차량정비단" 편에서 소개되었다.

## 배선도
수도권철도차량정비단에서 행신역, 강매역, 한국항공대역, 수색역, 디지털미디어시티역, 가좌역의 배선도는 다음과 같다. 기지 옆으로 행신역이 있으며, 경의선 전철 승강장 뒤쪽에 KTX 승강장이 있고 KTX 승강장에서 전철 승강장으로 가는 중간에는 수도단 직원전용 출입구가 있다. 차량기지 조성에 따른 주민들의 편의 및 보상 차원에서, 일부 KTX 열차가 서울역 및 용산역에서 행신역까지 연장 운행한다. 행신역으로 가는 KTX 열차는 한국항공대역에서 경의본선 왼쪽에 있는 수도단 전용 진출입 선로를 통해 운행하며, 강매역 문산방향 승강장 뒤쪽으로 선로가 나란히 놓여 있다.

## 역할
축구장의 11배 크기인 7만9321㎡ 규모로 고속철도 차량 경정비와 중정비를 모두 담당하며, 모든 정비 업무는 실시간으로 관리된다. 정비가 진행 중인 열차와 출고를 앞둔 열차 등 모든 정비 상황은 대형 모니터 3대를 통해 확인할 수 있다.
철탑·송전선로 등 고위험 현장에는 작업자 대신 자율 드론을 투입하고, 선로·전차선·신호설비 등을 종합 점검하는 종합검측차를 도입하여 정비를 진행하고 있다.
2024년 기준, 선로 안전 점검 업무를 로봇이 대신하는 '선로 자율 주행 로봇'이 시범 운영 중에 있다.

## 연혁
- 2003년 11월: 서울고속철도차량정비창(―高速鐵道車輛整備廠) 신설
- 2004년 1월: 고양고속철도차량정비창(高陽高速鐵道車輛整備廠)으로 개칭
- 2004년 4월: 고양고속철도차량관리단(高陽高速鐵道車輛管理團)으로 개칭
- 2006년 7월: 용산차량사업소를 통합하여 수도권철도차량관리단(首都圈鐵道車輛管理團)으로 개칭[2]
- 2009년 9월: 수도권철도차량정비단(首都圈鐵道車輛整備團)으로 개칭
- 2017년 2월 20일: 수도권차량융합기술단(首都圈車輛融合技術團)으로 개칭[3]
- 2018년 3월 5일: 수도권철도차량정비단으로 환원[4]

## 업무
- KTX, KTX-산천 고속기관차 및 객차 경·중정비

## 같이 보기
- 행신역
- 차량기지
- 수색차량사업소
- 부산철도차량정비단
- 대전철도차량정비단
- 호남철도차량정비단